# Ondřej Mastný
Ondřej Mastný (2002. március 8.-) cseh labdarúgó, jelenleg a cseh másodosztályban szereplő Vysočina Jihlava játékosa. Posztját tekintve kapus.

## Pályafutása
Mastný 2018-ban csatlakozott a Premier Leagueben szereplő Manchester United akadémiai csapatához.
Mastný kezdőként lépett pályára a 2020–21-es EFL Trophy kiírásában történő meccsen a Rochdale csapata ellen szeptember 29-én. A mérkőzést kapott gól nélkül hozta le, majd a tizenegyes-párbajt követően meg is nyerték az összecsapást.
2023 januárjában, kölcsönbe került az északír Portadown csapatához 2023. júniusig
A cseh kapus 2023. augusztus 15-én visszatért nevelő egyesületéhez, a cseh Vysočina Jihlava csapatához.

## Statisztika
2023. augusztus 15-én frissítve.
| Csapat                | Szezon         | Liga                 | Liga          | Liga | Kupa          | Kupa | Ligakupa      | Ligakupa | Nemzetközi    | Nemzetközi | Más           | Más | Összes        | Összes |
| Csapat                | Szezon         | Bajnokság            | Pályára lépés | Gól  | Pályára lépés | Gól  | Pályára lépés | Gól      | Pályára lépés | Gól        | Pályára lépés | Gól | Pályára lépés | Gól    |
| --------------------- | -------------- | -------------------- | ------------- | ---- | ------------- | ---- | ------------- | -------- | ------------- | ---------- | ------------- | --- | ------------- | ------ |
| Manchester United U21 | 2020–21        | —                    | —             | —    | —             | —    | —             | —        | —             | —          | 1             | 0   | 1             | 0      |
| Manchester United U21 | 2021–22        | —                    | —             | —    | —             | —    | —             | —        | —             | —          | 0             | 0   | 0             | 0      |
| Manchester United U21 | 2022–23        | —                    | —             | —    | —             | —    | —             | —        | —             | —          | 0             | 0   | 0             | 0      |
| Manchester United U21 | Összes         | Összes               | —             | —    | —             | —    | —             | —        | —             | —          | 1             | 0   | 1             | 0      |
| Portadown (kölcsön)   | 2022–23        | NIFL Premiership     | 9             | 0    | 0             | 0    | —             | —        | —             | —          | —             | —   | 0             | 0      |
| Vysočina Jihlava      | 2023–24        | Fortuna Národní Liga | 0             | 0    | 0             | 0    | —             | —        | —             | —          | —             | —   | 0             | 0      |
| Karrier összes        | Karrier összes | Karrier összes       | 9             | 0    | 0             | 0    | 0             | 0        | 0             | 0          | 1             | 0   | 10            | 0      |

1. ↑  Beleértve az FA Kupát és az Északír kupát
2. ↑  Beleértve az EFL Kupát és a NIFL Kupát
3. ↑  Pályára lépés(ek) az EFL Trophy-ban

## Fordítás
Ez a szócikk részben vagy egészben  az   Ondřej Mastný című angol Wikipédia-szócikk fordításán alapul.  Az eredeti cikk szerkesztőit annak laptörténete sorolja fel. Ez a jelzés csupán a megfogalmazás eredetét és a szerzői jogokat jelzi, nem szolgál a cikkben szereplő információk forrásmegjelöléseként.